# Goodnight Lovers
«Goodnight Lovers» (в переводе с англ. — «Спокойной ночи, любовники») — песня британской группы Depeche Mode, четвёртый и последний сингл из их десятого студийного альбома Exciter, 39-й в дискографии группы. Вышел 11 февраля 2002 года в Великобритании на CD, имеются также европейские издания на чёрном и красном (ограниченный выпуск) виниле. В США не издавался.

## О песне
«Goodnight Lovers» — песня из разряда колыбельных, её выбор для выпуска в качестве сингла удивил многих поклонников, которые ожидали скорее «The Dead of Night» или «The Sweetest Condition». Также было удивительно то, что песня не исполнялась во время тура в поддержку альбома Exciter. Это была первая песня со времён «Little 15», которая не исполнялась во время тура в поддержку альбома, в трек-лист которого входила. Однако, «Goodnight Lovers» оказалась в сет-листе первой половины тура в поддержку альбома Playing the Angel, проходившего в 2005—2006 годах. На сингле песня представлена в той же версии, что и в альбоме.
В британский сингл-чарт песня не попала ввиду того, что на релизе находилось четыре трека, в то время как в синглах, содержащих более чем одну оригинальную песню правилами допускалось наличие не более трёх треков. В качестве би-сайдов были выпущены акустическая версия песни «When the Body Speaks», ремикс «The Dead of Night» и ремикс самой «Goodnight Lovers».
Видеоклип на «Goodnight Lovers» снял режиссёр Джон Хиллкоут. Клип был снят в Германии по завершении последнего концерта Exciter Tour в Мангейме. На видеорелизах группы данный клип был издан только в сборнике «Depeche Mode: Video Singles Collection», который был выпущен 18 октября 2016 года.

## Списки композиций
Слова и музыка всех песен — написаны Мартином Гором.
| №  | Название                                   | Длительность |
| -- | ------------------------------------------ | ------------ |
| 1. | «Goodnight Lovers»                         | 3:48         |
| 2. | «When the Body Speaks» (Acoustic)          | 6:00         |
| 3. | «The Dead of Night» (Electronicat Remix)   | 7:38         |
| 4. | «Goodnight Lovers» (isan Falling Leaf Mix) | 5:53         |

| №  | Название           | Длительность |
| -- | ------------------ | ------------ |
| 1. | «Goodnight Lovers» | 3:48         |

## Чарты
| Чарт (2002)                     | Позиция |
| ------------------------------- | ------- |
| Дания (Tracklisten)             | 7       |
| Германия (GfK)                  | 15      |
| Испания (PROMUSICAE)            | 4       |
| Италия (FIMI)                   | 16      |
| Франция (SNEP)                  | 64      |
| Швейцария (Schweizer Hitparade) | 69      |
| Швеция (Sverigetopplistan)      | 33      |